# Psystar
Psystar — американская компания, штаб-квартира расположена в городе Майами, штат Флорида. С 2008 года компания выпускает компьютеры под брендом OpenComputer, в качестве опции к которым предлагается предустановка операционной системы MacOS. Таким образом, Psystar стала первой компанией, коммерчески распространяющей компьютеры «Хакинтош».

## Судебные иски
14 ноября 2009 года Psystar была признана виновной в нарушении колоссального количества авторских прав и патентов Apple, модификации ядра и удаления оттуда расширений, а соответственно, взломе ПО для получения коммерческой выгоды. Также был отклонен иск Psystar о злоупотреблении Apple на рынке компьютеров Mac. Суд решил, что Apple всего лишь защищает собственное ПО в рамках законодательства. Обжалование в вышестоящий суд PsyStar могла сделать до февраля 2010 года, что она и сделала, заявив: «Мы не согласны с решением суда. Psystar никогда не мирился с компьютерным пиратством и не будет этого делать. Это ваше программное обеспечение, и вы можете использовать его как угодно».
Продаж своих ПК Psystar не остановила, а лишь заменила Mac OS X на Linux. Оборудование полностью совместимо с Mac OS X и не требует каких-либо дополнительных драйверов.
2 декабря 2009 года компания Psystar подписала мировое соглашение с Apple и обязалась выплатить ей 2,68 млн $. Половина этой суммы призвана компенсировать судебные издержки, а вторая половина компенсирует ущерб, нанесенный в результате нарушения законов об авторском праве. Ответчик также пообещал прекратить продажи компьютеров с установленной Mac OS X. Истец, в свою очередь, обязуется отозвать иск в отношении Psystar и в дальнейшем не выдвигать повторные обвинения в недобросовестной конкуренции, нарушении использования товарного знака и т. п. Стороны также договорились, что условия заключенного соглашения не будут использоваться в параллельном судебном процессе, в котором Psystar обвиняет Apple в нарушении закона о честной торговле.
Также Psystar не намерена прекращать продажи приложения Rebel EFI, которое позволяет устанавливать Mac OS X на любые компьютеры. По словам представителя компании, в иске Apple программа Rebel EFI не упоминалась. Вероятно, Psystar даже удастся избежать выплат в размере 2,68 млн $, потому как на данный момент стоимость всех активов компании не превышает 50 тыс $. В Apple же подчеркнули, что даже компенсация в размере 2,68 млн $ не сравнится с масштабами ущерба, нанесенного деловой репутации компании из Купертино.